# Johanna Lehr
Pour les articles homonymes, voir Lehr (homonymie).
Johanna Lehr est une historienne française née en 1979. Elle est spécialiste des persécutions antijuives en France durant la Seconde Guerre mondiale et également psychologue clinicienne (Université Paris 7).

## Biographie

### Études
Johanna Lehr soutient, en 2010, une thèse de doctorat en Sciences Politiques à l’Université Paris I Panthéon Sorbonne intitulée « La résistance fait(e) école : La deuxième guerre mondiale et les projets éducatifs juifs en France ». Elle y montre notamment comment le renouveau intellectuel juif après la Shoah autour de l’école d’Orsay a pris racine dans l’expérience de la guerre et de la Résistance.
Elle participe en parallèle avec l’équipe de Yahad-in Unum à recueillir la parole des derniers témoins de la Shoah par balles en Europe de l’Est.

### Recherches
Depuis 2018, ses recherches postdoctorales portent sur la vie des Juifs à Paris durant l’Occupation,,,. Elle a ainsi travaillé sur le devenir des Juifs morts au camp de Drancy,, sur les sociétés de pompes funèbres israélites, sur les Juifs passés par le Palais de justice et la prison de la Santé,, sur la vie quotidienne des femmes ou encore sur le rôle du dépôt de la préfecture de Police de Paris dans la persécution quotidienne.
Johanna Lehr est aussi impliquée dans les questions de mémoire. Elle a notamment pris position pour que la politique de restitution des biens spoliés aux Juifs durant la Seconde Guerre Mondiale ne se limite pas aux œuvres d'art mais fasse aussi justice aux petits artisans dépossédés de leurs machines à coudre. Elle s’est aussi prononcée en faveur d’une politique plus ambitieuse de soutien à la recherche sur la Shoah,.
En 2023, elle est chercheuse non-résidente à l'USC Shoah Foundation,.

## Publications
- La Thora dans la cité. L’émergence d’un nouveau judaïsme religieux après la Seconde Guerre mondiale, Lormont, Le Bord de l’Eau, février 2013.
- De l’école au maquis. La Résistance juive en France, Paris, Vendémiaire, mai 2014.
- Au nom de la loi. La persécution quotidienne des Juifs à Paris sous l’Occupation, Paris, Gallimard, 2024[5],[6],[7],[10],[21],[22],[23],[24]. - Prix de la Contre-Allée 2025[25]

## Distinctions
En mars 2025, le Prix de la Contre-Allée est décerné à Johanna Lehr pour son ouvrage Au nom de la loi. La persécution quotidienne des Juifs à Paris sous l'Occupation. 
Quelques jours auparavant, Johanna Lehr avait également obtenu, pour ce même ouvrage, le prix de la Fondation Heilbronn.  